# パーシュース (蒸気スループ)
HMS パーシュース（HMS Perseus）は、イギリス海軍の木造・スクリュー推進のカメリオン級スループで、薩英戦争、下関戦争に参加した。

## 概要
パーシュースは、砲17門搭載の2等スループで、全長（砲列甲板長）は185フィート (56 m)、全幅は33フィート (10 m)、排水量1,365トンであった。180人と比較的少ない乗員数で取り扱いやすいよう、帆走はバーク形式であった。蒸気機関は単気筒トランク式で、単軸スクリューを駆動した。出力は200馬力（指示馬力）であり、最大船速9ノットを発揮した。搭載砲は、40ポンドアームストロング砲が5門、32ポンド前装砲が12門であった。

## 艦歴
1861年8月21日にペンブローク海軍工廠で進水し、1862年9月28日に就役した。東インド・中国艦隊に配属され、10月30日に中国に向けて出帆、1863年4月25日に香港に到着。日本での攘夷運動のため日英関係が悪化したため日本に派遣され、7月には横浜に到着した。8月11日に鹿児島に向けて出港し、8月15日から8月17日にかけて薩英戦争に参加した。その後横浜に戻り、翌年4月までそこにあった。一旦、長崎経由で上海に行ったが、8月に再び横浜に戻った。8月29日、四カ国連合艦隊の一員として下関に向けて出港、9月5日から9日にかけて下関戦争に参加、その後香港へ戻った。
その後も中国艦隊（1865年に東インド・中国艦隊から分離）に留まり、1869年10月24日に退役した。 
退役後も直ちに解体はされず、1879年に洗濯艦、1890年には魚雷訓練艦として使用され、1904年にはDefiance IIと改名されている。1931年6月26日に売却された。

## 参考資料
1. 1 2 3  Winfield p.216

- Royal Navy cruisers at www.battleships-cruisers.co.uk
- Winfield, Rif; Lyon, David (2004). The Sail and Steam Navy List: All the Ships of the Royal Navy 1815–1889. London: Chatham Publishing. ISBN 978-1-86176-032-6. OCLC 52620555.
- HMS Perseus, William Loney RN
- HMS Perseus – January 1862 to January 1866 – Service details